# Innocente Dugnani
Innocente Dugnani (Milano, 4 marzo 1902 – Brescia, 22 dicembre 1971) è stato un politico italiano.

## Biografia
Allievo dell'Istituto Tecnico Tartaglia, sottotenente dei Bersaglieri, fu tra i fondatori del fascismo bresciano, come segretario politico della Federazione provinciale. 
Nel 1926 divenne segretario dell'Istituto Autonomo Case Popolari. L'anno successivo fu eletto consigliere e commissario della Federcalcio. 
Assunse la direzione del giornale Il popolo di Brescia e, nel 1933, della rivista Brescia. 
Il suo nome è legato anche alla Mille Miglia ed al Brescia Calcio, di cui fu presidente nella stagione 1937-1938. 
In piena seconda guerra mondiale, il 6 aprile 1941, fu nominato Podestà di Brescia. Aderì, nell'ottobre del 1943 alla Repubblica Sociale Italiana. Il 9 maggio 1944 fu nominato da Mussolini Capo della Provincia, restando in carica fino al crollo del fascismo il 25 aprile 1945.